# Denise Mützenberg
Denise Mützenberg (Yverdon-les-Bains, 3 september 1942) is een Zwitserse schrijfster en uitgeefster van poëzie en novelles.

## Biografie

### Persoonlijk leven
Denise Mützenberg werd geboren als Denise Oberli. In 1965 huwde ze in Genève met historicus en journalist Gabriel Mützenberg (1919-2002), die gespecialiseerd was in de Reto-Romaanse literatuur.
Mützenberg woont in Le Grand-Saconnex in het kanton Genève.

### Schrijfster
Denise Mützenberg schreef poëzie, zoals À la lisière des bois (1978) en Feu d'ortie (1983). Ze schreef tevens novelles, zoals Tous les nuages brûlent(1975) en La mort sous le noyer (1989). Voor haar boek Le Piège du miroir ou le livre des jumelles (2002) werkte ze samen met haar tweelingzus Claire Krähenbühl rond het thema 'tweelingen'. Hun gezamenlijke boek is "geschreven als in een spiegel, een gebroken spiegel waarvan de fragmenten op elkaar inspelen, elkaar antwoorden, soms tegenspreken of afzetten, maar elkaar ook aantrekken als een magneet." In 2015 schreef Mützenberg Arué, een tweetalige bundel met poëzie in het dialect Valladra, een dialect van het Reto-Romaans dat wordt gesproken in het lage gedeelte van de regio Engadin en in Val Müstair, in het kanton Graubünden.

### Uitgeefster
Van 1958 tot 1961 volgde ze een lerarenopleiding in Lausanne, waarna ze lerares werd in Lignerolle. Vervolgens was ze zo'n twintig jaar lang redactrice van het tijdschrift Certitudes dat ze leidde met haar man. Aansluitend richtte ze in 1992 een kleine uitgeverij op, Samizdat, die zich wijdt aan het uitgeven van poëzie, veelal tweetalig, in het Frans en in het Reto-Romaans. De naam Samizdat komt uit het Russisch en betekent 'uitgeven in eigen beheer'. De uitgeverij ontvangt ieder jaar zo'n 50 manuscripten, maar ze geeft er slechts een twaalftal uit per jaar.

## Werken
- (fr)  Tous les nuages brûlent, 1975.
- (fr)  A la lisière des bois, 1978.
- (fr)  Feu d'ortie, 1983.
- (fr)  La mort sous le noyer, 1989.
- (fr)  Dschember Schamblin, 1992, tweetalig in Frans en Reto-Romaans. Genève, Éditions Samizdat.
- (fr)  Le Piège du miroir ou le livre des jumelles, 2002.
- (fr)  Poèmes du seuil, 2003, met Gabriel Mützenberg et Denyse Sergy. Genève, Éditions Samizdat.
- (fr)  Fugato, 2003, met Claire Krähenbühl en Luiz-Manuel, een drietalig werk. Genève, Éditions Samizdat.
- (fr)  Comme chant sur braise : poèmes 1977-1992. 2005, Vevey, Éditions de l'Aire.
- (fr)  Pour Gabriel. 2012, Vevey, Le Cadratin.
- (fr)  Aruè, poesia Valladra, Poésie romanche de Basse-Engadine et du Val Müstair, 2015, Éditions Samizdat